# Liquigas (wielerploeg)/2006
Deze pagina geeft een overzicht van de wielerploeg Liquigas in 2006.
| Naam                   | Geboortedatum | Nationaliteit       | Ploeg 2005              |
| ---------------------- | ------------- | ------------------- | ----------------------- |
| Michael Albasini       | 20-12-1980    | Zwitserland         |                         |
| Dario Andriotto        | 25-10-1972    | Italië              |                         |
| Magnus Bäckstedt       | 30-01-1975    | Zweden              |                         |
| Patrick Calcagni       | 05-07-1977    | Zwitserland         |                         |
| Eros Capecchi          | 13-06-1986    | Italië              | beloften                |
| Kjell Carlström        | 18-10-1976    | Finland             |                         |
| Dario Cioni            | 02-12-1974    | Italië              |                         |
| Daniele Colli          | 19-04-1982    | Italië              |                         |
| Alberto Curtolo        | 14-08-1984    | Italië              | beloften                |
| Mauro Da Dalto         | 08-04-1981    | Italië              | beloften                |
| Danilo Di Luca         | 02-01-1976    | Italië              |                         |
| Francesco Failli       | 16-12-1983    | Italië              | Naturino-Sapore di Mare |
| Stefano Garzelli       | 16-07-1973    | Italië              |                         |
| Enrico Gasparotto      | 22-03-1982    | Italië              |                         |
| Roman Kreuziger        | 06-05-1985    | Tsjechië            | beloften                |
| Nicola Loda            | 27-07-1971    | Italië              |                         |
| Vladimir Miholjević    | 18-01-1974    | Kroatië             |                         |
| Marco Milesi           | 30-01-1970    | Italië              |                         |
| Matej Mugerli          | 17-06-1981    | Slovenië            |                         |
| Vincenzo Nibali        | 14-11-1984    | Italië              | Fassa Bortolo           |
| Andrea Noè             | 15-01-1969    | Italië              |                         |
| Luca Paolini           | 17-01-1977    | Italië              | Quick·Step-Innergetic   |
| Franco Pellizotti      | 15-01-1978    | Italië              |                         |
| Manuel Quinziato       | 30-10-1979    | Italië              | Saunier Duval-Prodir    |
| Marco Righetto         | 25-11-1980    | Italië              |                         |
| Alessandro Spezialetti | 14-01-1975    | Italië              | Lampre                  |
| Charles Wegelius       | 26-04-1978    | Verenigd Koninkrijk |                         |
| Stefano Zanini         | 23-01-1969    | Italië              | Quick·Step-Innergetic   |

## Teams

### Tour Down Under
17 januari–22 januari
- 51.  Luca Paolini
- 52.  Eros Capecchi
- 53.  Daniele Colli
- 54.   Mauro Da Dalto
- 55.  Manuel Quinziato
- 56.  Michael Albasini
- 57.  Marco Righetto
- 58.  Nicola Loda

### Ronde van het Baskenland
3 april–8 april
- 1.  Danilo Di Luca
- 2.  Stefano Garzelli
- 3.  Vladimir Miholjević
- 4.  Dario David Cioni
- 5.  Patrick Calcagni
- 6.  Andrea Noè
- 7.  Alessandro Spezialetti
- 8.  Charles Wegelius

### Ronde van Romandië
25 april–30 april
- 181.  Dario Cioni
- 182.  Michael Albasini
- 183.  Dario Andriotto
- 184.  Enrico Gasparotto
- 185.  Vladimir Miholjević
- 186.  Andrea Noè
- 187.  Manuel Quinziato
- 188.  Stefano Zanini

### Critérium du Dauphiné Libéré
4 juni–11 juni
- 181.  Vincenzo Nibali
- 182.  Mauro Da Dalto
- 183.  Francesco Failli
- 184.  Nicola Loda
- 185.  Marco Milesi
- 186.  Manuel Quinziato
- 187.  Marco Righetto
- 188.  Alessandro Spezialetti

### Ronde van Oostenrijk
3 juli–9 juli
- 81.  Alberto Curtolo
- 82.  Mauro Da Dalto
- 83.  Dario Andriotto
- 84.  Nicola Loda
- 85.  Marco Milesi
- 86.  Vincenzo Nibali
- 87.  Marco Righetto
- 88. —

2005 · 2006 · 2007 · 2008 · 2009 · 2010 · 2011 · 2012 · 2013 · 2014
Ag2r Prévoyance · Bouygues Télécom · Cofidis, Le Crédit par Téléphone · Crédit Agricole · Team CSC · Davitamon-Lotto · Discovery Channel Pro Cycling Team · Euskaltel-Euskadi · La Française des Jeux · Team Gerolsteiner · Illes Balears-Caisse D'Espargne · Lampre-Fondital · Astana · Liquigas - Bianchi · Phonak Hearing Systems · Quick Step-Innergetic · Rabobank · Saunier Duval-Prodir · Team Milram · T-Mobile Team